# José Sanjurjo Sacanell
José Sanjurjo Sacanell (Pamplona, 28 de març de 1872 - Estoril, Portugal, 20 de juliol de 1936), va ser un militar espanyol que fou un dels principals conspiradors de l'intent de cop d'estat del 18 de juliol del 1936 que conduí a la insurrecció militar que comportà la Guerra Civil espanyola.

## Biografia
Inicià la seva carrera com a tinent a Cuba, on ascendí fins al grau de capità. Al final de la guerra va tornar a Espanya i participà en diverses campanyes al Marroc (1909) així com en la invasió del territori perdut a Melilla després del desastre d'Annual (1921). Va assolir el grau de general. El 1922, essent al capdavant de la comandància militar de Larraix, investigà els casos de corrupció a la Intendència i Intervenció militar.
Quan el setembre de 1923 es va produir el cop militar de Primo de Rivera, Sanjurjo era aleshores governador militar de Saragossa i donà suport sense reserves a la sublevació i la posterior dictadura que s'instaurava.
El 1925 va participar en el Desembarcament d'Alhucemas i el 1927, en finalitzar la guerra del Rif, el rei Alfons XIII li atorgà el títol de marquès del Rif.
El 1928 va ser nomenat director general de la Guàrdia Civil, càrrec que combinava amb el d'alt comissari d'Espanya al Marroc. El 1931 el rei Alfons XIII li concedí la "Gran Cruz de Carlos III".
Malgrat les anteriors mostres de confiança al rei, després de les eleccions del 12 d'abril del 1931 que comportaren el nomenament de la Segona República Espanyola, Sanjurjo es posà incondicionalment a les ordres del Comitè Revolucionari republicà, consolidant d'aquesta manera l'arribada del nou règim i essent confirmat en el càrrec de Director General de la Guàrdia Civil. Aquest canvi en les fidelitats de Sanjurjo sembla estar motivat pel rancor que li causà l'abandonament de Primo de Rivera per part del rei després de la caiguda de la Dictadura el 1929.
Les reformes militars de Manuel Azaña no agradaren a Sanjurjo; especialment, la reducció dels efectius de l'exèrcit i el nomenament de López Ferrer, un civil, com a Alt Comissari al Marroc, motius pels que mostrà la seva disconformitat.

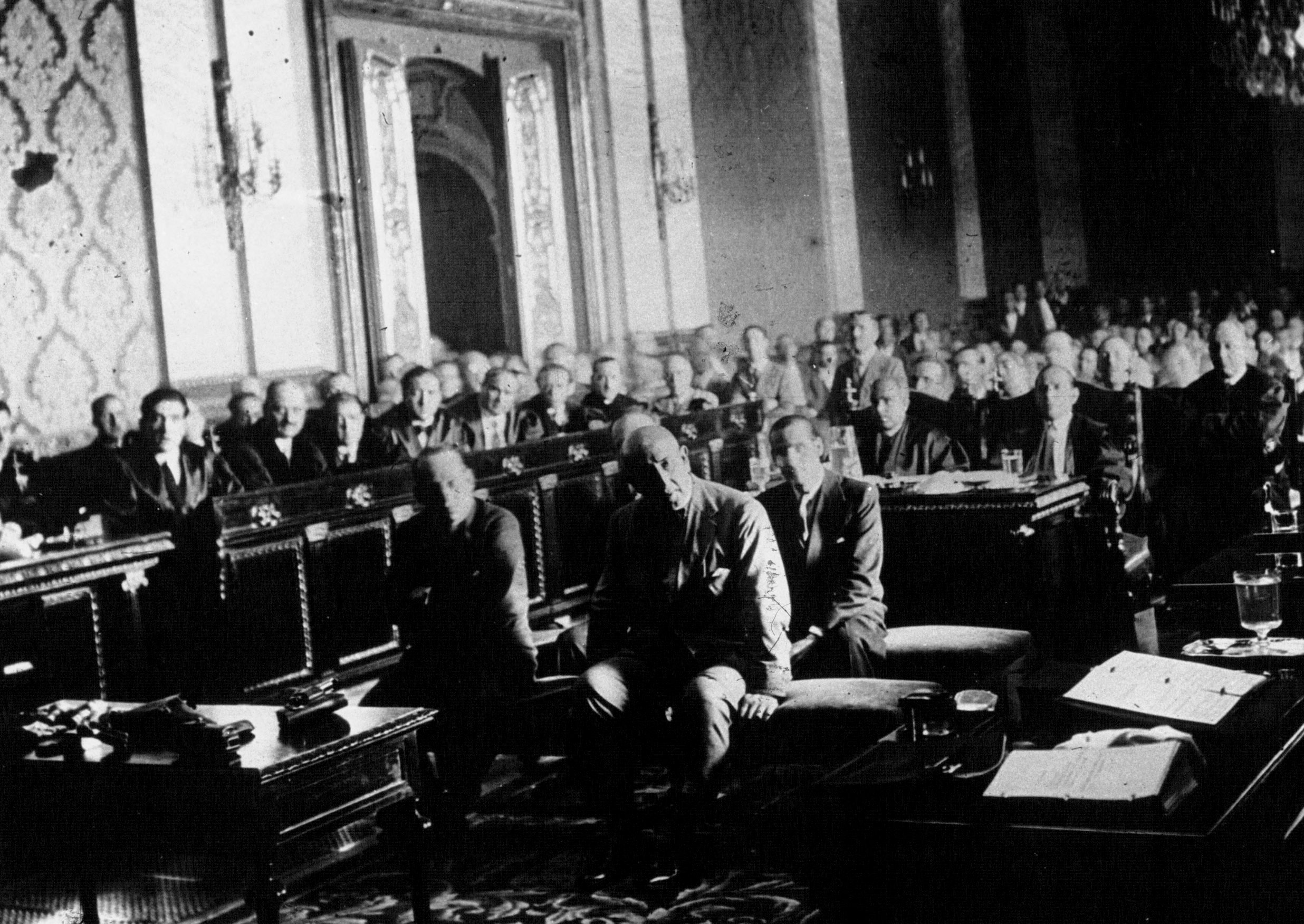
Sanjurjo amb altres oficials jutjat al tribunal el 1932

A finals del 1931 es produïren els fets de Castilblanco, Província de Badajoz, on van morir quatre guàrdies civils en mans dels manifestants. Poc després, a Arnedo (la Rioja), moren cinc civils al disparar la Guàrdia Civil, contra una concentració de treballadors. En iniciar-se les investigacions dels successos, Sanjurjo mostra la seva disconformitat. Això, juntament amb les seves crítiques a les reformes militars fa que sigui destituït al capdavant de la Guàrdia Civil pel general Miguel Cabanellas Ferrer, passant ell a la Direcció de Carrabiners.
Aquesta confrontació amb el govern per les reformes militars d'Azaña juntament amb el projecte d'estatut d'Autonomia de Catalunya el porten a preparar amb alguns carlistes de Manuel Fal Conde i el comte de Rodezno així com altres oficials militars el cop d'estat, conegut com la Sanjurjada el 10 d'agost del 1932. Aquesta rebel·lió va triomfar a Sevilla però va fracassar a Madrid. Sanjurjo intentà fugir cap a Portugal però fou detingut al costat del seu fill a Ayamonte (província d'Huelva). Fou jutjat i condemnat a pena de mort, que serà commutada per la de cadena perpètua. Després d'un estira i arronsa durant el segon govern Lerroux (desembre 1933-abril 1934) entre el president del Consell de MInistres i el de la República, Niceto Alcalá-Zamora, entorn de la possibilitat d'aministiar-lo al costat dels altres implicats en l'intent de cop d'estat, Sanjurjo opta per l'exili a Estoril, Portugal, on romandrà fins a la seva mort el 20 de juliol del 1936.

### Plans conspiratius contra la República
Ja amb la victòria del Front Popular a les eleccions de febrer del 1936 comencen els plans conspiratius contra la República. Arran del fracàs d'un intent de cop d'estat aprofitant el cinquè aniversari de la proclamació del règim republicà, els conspiradors canvien de plans. Emilio Mola, aleshores destinat a Pamplona perquè del govern desconfiava d'ell, és designat el "director". Entre els seus plans sempre hi figurava José Sanjuro, aleshores exiliat a Portugal, com a cap d'un directori militar que s'instauraria un cop triomfés la insurrecció militar.

El 20 de juliol, en el seu viatge cap a l'Estat espanyol per assumir la direcció del cop d'estat, mor en accident d'aviació, potser a conseqüència de l'excés d'equipatge. Gràcies o no a la seva mort, Franco fou proclamat cap de l'estat de la zona sollevada l'octubre del mateix any.